# Liste des Premiers ministres d'Australie-Méridionale
Cet article liste les Premiers ministres d'Australie-Méridionale.

## Liste
| No. | Nom                         | Parti              | Prise de fonction  | Fin de fonction    | Durée de mandat  | Portrait  |
| --- | --------------------------- | ------------------ | ------------------ | ------------------ | ---------------- | --------- |
| 1   | Boyle T. Finniss            |                    | 24 octobre 1856    | 21 août 1857       | 301 jours        |           |
| 2   | John Baker                  |                    | 21 août 1857       | 1er septembre 1857 | 11 jours         |           |
| 3   | Robert Torrens              |                    | 1er septembre 1857 | 30 septembre 1857  | 29 jours         |           |
| 4   | Richard Hanson              |                    | 30 septembre 1857  | 9 mai 1860         | 2 ans 222 jours  |           |
| 5   | Thomas Reynolds             |                    | 9 mai 1860         | 8 octobre 1861     | 1 an 152 jours   |           |
| 6   | George Waterhouse           |                    | 8 octobre 1861     | 4 juillet 1863     |                  |           |
| 7   | Francis Dutton              |                    | 4 juillet 1863     | 15 juillet 1863    | 1 an 269 jours   |           |
| 8   | Henry Ayers                 |                    | 15 juillet 1863    | 4 août 1864        | 11 jours         |           |
| 9   | Arthur Blyth                |                    | 4 août 1864        | 22 mars 1865       | 1 an 20 jours    |           |
| -   | Francis Dutton (2e fois)    |                    | 22 mars 1865       | 20 septembre 1865  | 182 jours        |           |
| -   | Henry Ayers (2e fois)       |                    | 20 septembre 1865  | 23 octobre 1865    | 33 jours         |           |
| 10  | John Hart                   |                    | 23 octobre 1865    | 28 mars 1866       | 156 jours        |           |
| 11  | James Boucaut               |                    | 28 mars 1866       | 3 mai 1867         | 1 an 36 jours    |           |
| -   | Henry Ayers (3e fois)       |                    | 3 mai 1867         | 24 septembre 1868  | 1 an 144 jours   |           |
| -   | John Hart (2e fois)         |                    | 24 septembre 1868  | 13 octobre 1868    | 19 jours         |           |
| -   | Henry Ayers (4e fois)       |                    | 13 octobre 1868    | 3 novembre 1868    | 21 jours         |           |
| 12  | Henry Strangways            |                    | 3 novembre 1868    | 30 mai 1870        | 1 an 208 jours   |           |
| -   | John Hart (3e fois)         |                    | 30 mai 1870        | 10 novembre 1871   | 1 an 164 jours   |           |
| -   | Arthur Blyth (2e fois)      |                    | 10 novembre 1871   | 22 janvier 1872    | 73 jours         |           |
| -   | Henry Ayers (5e fois)       |                    | 22 janvier 1872    | 22 juillet 1873    | 1 an 181 jours   |           |
| -   | Arthur Blyth (3e fois)      |                    | 22 juillet 1873    | 3 juin 1875        | 1 an 316 jours   |           |
| -   | James Boucaut (2e fois)     |                    | 3 juin 1875        | 6 juin 1876        | 1 an 3 jours     |           |
| 13  | John Colton                 |                    | 6 juin 1876        | 26 octobre 1877    | 1 an 142 jours   |           |
| -   | James Boucaut (3e fois)     |                    | 26 octobre 1877    | 27 septembre 1878  | 336 jours        |           |
| 14  | William Morgan              |                    | 27 septembre 1878  | 24 juin 1881       | 2 ans 270 jours  |           |
| 15  | Sir John Cox Bray           |                    | 24 juin 1881       | 16 juin 1884       | 2 ans 358 jours  |           |
| -   | John Colton (2e fois)       |                    | 16 juin 1884       | 16 juin 1885       | 1 an             |           |
| 16  | John Downer                 |                    | 16 juin 1885       | 11 juin 1887       | 1 an 360 jours   |           |
| 17  | Thomas Playford             |                    | 11 juin 1887       | 27 juin 1889       | 2 ans 16 jours   |           |
| 18  | John Cockburn               |                    | 27 juin 1889       | 19 août 1890       | 1 an 53 jours    |           |
| -   | Thomas Playford (2e fois)   |                    | 19 août 1890       | 21 juin 1892       | 1 an 307 jours   |           |
| 19  | Frederick Holder            |                    | 21 juin 1892       | 15 octobre 1892    | 116 jours        |           |
| -   | Sir John Downer (2e fois)   |                    | 15 octobre 1892    | 16 juin 1893       | 244 jours        |           |
| 20  | Charles Kingston            | Libéral            | 16 juin 1893       | 1er décembre 1899  | 6 ans 168 jours  |           |
| 21  | Vaiben Solomon              | Conservateur       | 1er décembre 1899  | 8 décembre 1899    | 7 jours          |           |
| -   | Frederick Holder (2e fois)  | Libéral            | 8 décembre 1899    | 15 mai 1901        | 1 an 158 jours   |           |
| 22  | John Jenkins                | Libéral            | 15 mai 1901        | 1er mars 1905      | 3 ans 290 jours  |           |
| 23  | Richard Butler              | Conservateur       | 1er mars 1905      | 26 juillet 1905    | 147 jours        |           |
| 24  | Thomas Price                | Travailliste       | 26 juillet 1905    | 5 juin 1909        | 3 ans 314 jours  |           |
| 25  | Archibald Peake             | Libéral            | 5 juin 1909        | 3 juin 1910        | 363 jours        |           |
| 26  | John Verran                 | Travailliste       | 3 juin 1910        | 17 février 1912    | 1 an 259 jours   |           |
| -   | Archibald Peake (2e fois)   | Libéral            | 17 février 1912    | 3 avril 1915       | 3 ans 45 jours   |           |
| 27  | Crawford Vaughan            | Travailliste       | 3 avril 1915       | 14 juillet 1917    | 2 ans 102 jours  |           |
| -   | Archibald Peake (3e fois)   | Libéral            | 14 juillet 1917    | 8 avril 1920       | 2 ans 269 jours  |           |
| 28  | Henry Barwell               | Libéral            | 8 avril 1920       | 16 avril 1924      | 4 ans 8 jours    |           |
| 29  | John Gunn                   | Travailliste       | 16 avril 1924      | 28 août 1926       | 2 ans 134 jours  |           |
| 30  | Lionel Hill                 | Travailliste       | 28 août 1926       | 8 avril 1927       | 223 jours        |           |
| 31  | Richard L. Butler           | Libéral            | 8 avril 1927       | 17 avril 1930      | 3 ans 9 jours    |           |
| -   | Lionel Hill (2e fois)       | Travailliste       | 17 avril 1930      | 13 février 1933    | 2 ans 302 jours  |           |
| 32  | Robert Richards             | Travailliste       | 13 février 1933    | 18 avril 1933      | 32 jours         |           |
| -   | Richard L. Butler (2e fois) | Libéral et Country | 18 avril 1933      | 5 novembre 1938    | 5 ans 201 jours  |           |
| 33  | Sir Thomas Playford         | Libéral et Country | 5 novembre 1938    | 10 mars 1965       | 26 ans 125 jours |           |
| 34  | Frank Walsh                 | Travailliste       | 10 mars 1965       | 1er juin 1967      | 2 ans 83 jours   |           |
| 35  | Don Dunstan                 | Travailliste       | 1er juin 1967      | 17 avril 1968      | 321 jours        |           |
| 36  | Steele Hall                 | Libéral et Country | 17 avril 1968      | 2 juin 1970        | 2 ans 46 jours   |           |
| -   | Don Dunstan (2e fois)       | Travailliste       | 2 juin 1970        | 15 février 1979    | 8 ans 258 jours  |           |
| 37  | Des Corcoran                | Travailliste       | 15 février 1979    | 18 septembre 1979  |                  | 215 jours |
| 38  | David Tonkin                | Libéral            | 18 septembre 1979  | 10 novembre 1982   | 3 ans 53 jours   |           |
| 39  | John Bannon                 | Travailliste       | 10 novembre 1982   | 4 septembre 1992   | 9 ans 299 jours  |           |
| 40  | Lynn Arnold                 | Travailliste       | 4 septembre 1992   | 14 décembre 1993   | 1 an 101 jours   |           |
| 41  | Dean Brown                  | Libéral            | 14 décembre 1993   | 28 novembre 1996   | 2 ans 350 jours  |           |
| 42  | John Olsen                  | Libéral            | 28 novembre 1996   | 22 octobre 2001    | 4 ans 328 jours  |           |
| 43  | Rob Kerin                   | Libéral            | 22 octobre 2001    | 5 avril 2002       | 165 jours        |           |
| 44  | Mike Rann                   | Travailliste       | 5 avril 2002       | 21 octobre 2011    | 9 ans 227 jours  |           |
| 45  | Jay Weatherill              | Travailliste       | 21 octobre 2011    | 19 mars 2018       | 6 ans 147 jours  |           |
| 46  | Steven Marshall             | Libéral            | 19 mars 2018       | 21 mars 2022       | 4 ans 2 jours    |           |
| 47  | Peter Malinauskas           | Travailliste       | 21 mars 2022       | en fonction        |                  |           |

## Compléments